# Ochthoeca rufipectoralis
El pitajo pechirrufo o pitajo de pecho rufo (Ochthoeca rufipectoralis) es una especie de ave paseriforme de la familia Tyrannidae perteneciente al género Ochthoeca. Es nativo de regiones andinas y montañosas del noroeste y oeste de América del Sur.

## Distribución y hábitat
Se distribuye en la Sierra Nevada de Santa Marta, en el noreste de Colombia; en la Serranía del Perijá, en la frontera Colombia-Venezuela, y a lo largo de la cordillera de los Andes desde el noreste de Colombia hacia el sur por Ecuador, Perú, hasta el oeste de Bolivia.
Esta especie es considerada bastante común en sus hábitats naturales: los bordes de bosques de alta montaña, en altitudes entre 2500 y 3600 m.

## Sistemática

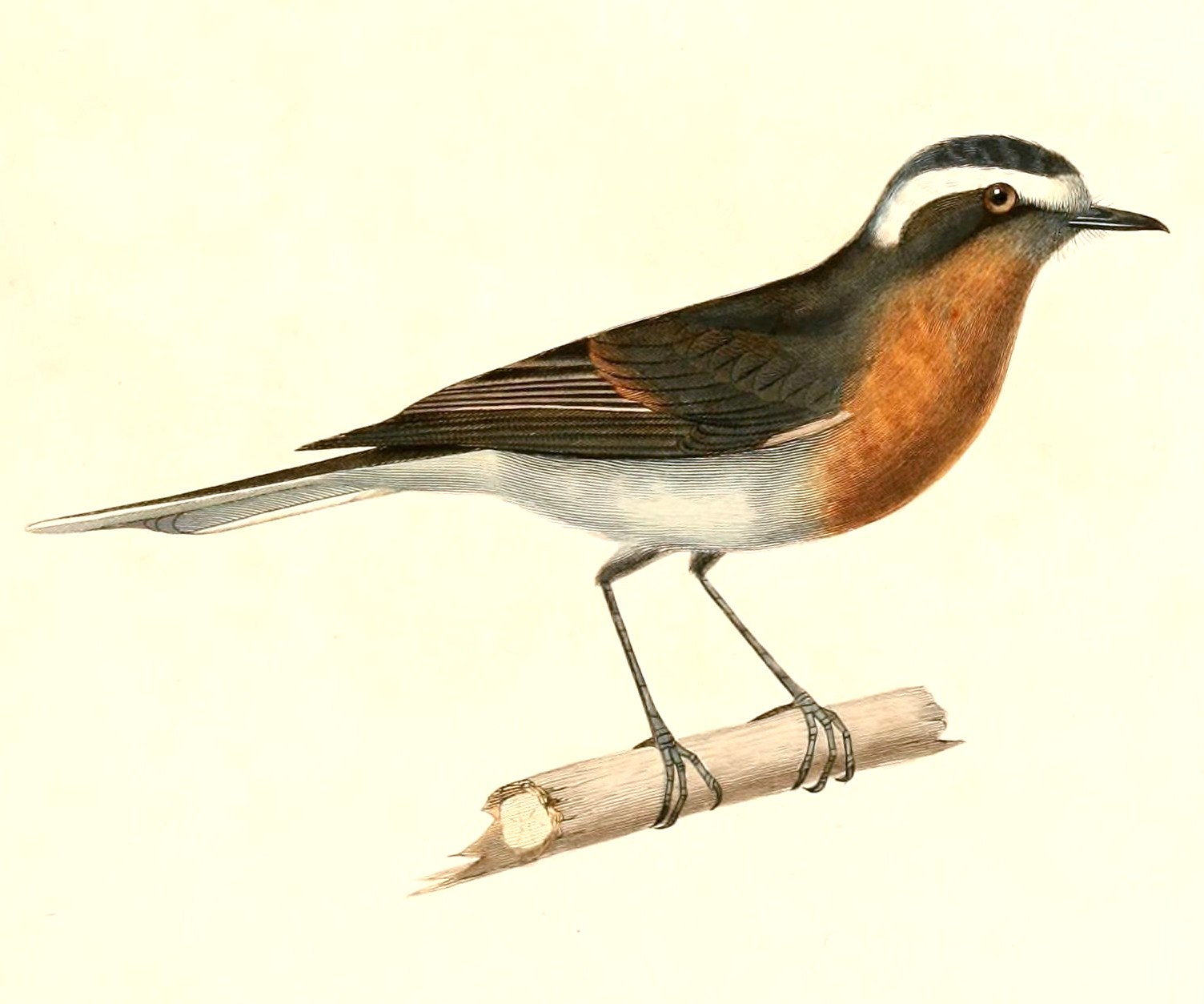
Fluvicola rufipectoralis, ilustración en d'Orbigny Voyage dans l'Amérique Méridionale, 1847.

### Descripción original
La especie O. rufipectoralis fue descrita por primera vez por los naturalistaa franceses Alcide d'Orbigny y Frédéric de Lafresnaye en 1837 bajo el nombre científico Fluvicola rufi-pectoralis; su localidad tipo es: «Ayupaya, Bolivia».

### Etimología
El nombre genérico femenino «Ochthoeca» se compone de las palabras del griego «okhthos» que significa ‘montículo’, ‘colina’ y «oikeō» que significa ‘habitar’; y el nombre de la especie «rufipectoralis», se compone de las palabras del latín «rufus» que significa ‘rojizo’, y «pectoralis» que significa ‘pectoral’, ‘de pecho’.

### Taxonomía
La taxonomía interna de esta especie es incierta debido a la lejanía de los deshabitados valles andinos y a la falta de documentación sobre la extensión y frecuencia de intermediarios; en el sur de la zona la variación de las subespecies centralis a  tectricialis y a la nominal aparenta ser clinal.

### Subespecies
Según las clasificaciones del Congreso Ornitológico Internacional (IOC) y Clements Checklist/eBird se reconocen siete subespecies, con su correspondiente distribución geográfica:
- Ochthoeca rufipectoralis poliogastra Salvin & Godman, 1880 – Sierra Nevada de Santa Marta, noreste de Colombia.
- Ochthoeca rufipectoralis rubicundula Wetmore, 1946 – Serranía del Perijá, frontera Colombia-Venezuela.
- Ochthoeca rufipectoralis obfuscata J.T. Zimmer, 1942 – Andes centrales y occidentales de Colombia al sur hasta el norte de Perú (Piura, Cajamarca, Amazonas, posiblemente noroeste de San Martín).
- Ochthoeca rufipectoralis rufopectus (Lesson), 1844 – Andes orientales de Colombia.
- Ochthoeca rufipectoralis centralis Hellmayr, 1927 – centro norte de Perú (sur de La Libertad, Áncash, Huánuco).
- Ochthoeca rufipectoralis tectricialis Chapman, 1921 – centro sur de Perú (Pasco al sur hasta el centro de Cuzco).
- Ochthoeca rufipectoralis rufipectoralis (Orbigny & Lafresnaye) 1837 – sureste de Perú (sureste de Cuzco, norte de Puno) y oeste de Bolivia (La Paz, Cochabamba, oeste de Santa Cruz).